# Grafendorf (Gemeinde Stockerau)
Grafendorf ist ein Stadtteil der Stadtgemeinde Stockerau in Niederösterreich.
Grafendorf ist der östliche Teil des heutigen Stadtgebietes von Stockerau. Grafendorf war seit 1850 eine selbständige Gemeinde. Am 29. August 1893 vereinigte sich Stockerau mit Grafendorf und wurde durch Kaiser Franz Josef I. zur Stadt erhoben. An der Stelle des heutigen Kolomannsheims befand sich bis ins 18. Jahrhundert eine Burg, die ursprünglich von Grafen von Sierndorf errichtet wurde und nach mehreren Besitzerwechseln den Grafen Schönborn-Buchheim gehörte.